# Мариавитская церковь
Мариавитская Церковь (пол. Kościół Starokatolicki Mariawitów) — независимая христианская конфессия, возникшая в Польше в начале XX века в результате конфликта части прихожан и низшего клира Римско-католической церкви с епископатом. Мариавитская церковь не имеет единого организационного центра и состоит из нескольких независимых друг от друга церковных общин. В настоящее время последователями данного вероучения являются около 28000 членов в Польше и 5000 во Франции. В Польше действуют две мариавитские церкви: Католическая церковь мариавитов в Польше и Старокатолическая церковь мариавитов в Польше. Существуют также мариавитская церковь в Камеруне, мариавитская церковь в Германии и мариавитская церковь Северной Америки.

## История

### Формирование движения
В 1887 году Мария Франциска Козловская (в монашестве Феликса) создала в Плоцке (на территории Польши, принадлежавшей в то время России) женскую монашескую конгрегацию, следовавшую уставу кларитинок и отличавшуюся особенно строгим аскетизмом. 2 августа 1893 года настоятельница получила откровение о том, что мир близок к гибели, и единственное средство — как можно чаще совершать Евхаристию и неустанно поклоняться Деве Марии. Проповедь Феликсы привлекла достаточно большое количество сторонников. Новое движение получило название от лат. Mariae vita — жизнь Марии. Помимо этого, в откровениях Феликсы содержалась критика существующей иерархии и реалий церковной жизни.
Её призыв к обновлению Церкви нашёл отклик не только у мирян, но и у части низшего католического духовенства. Первоначально к движению присоединились ксендзы Ян Ковальский и Роман Прухневский, а к 1897 году к ним добавились ещё 8 священников. Новая церковная группа попыталась найти поддержку у иерархии, однако эта попытка провалилась. Декретом святой инквизиции 4 сентября 1904 года конгрегация была распущена. Мариавиты подчинились этому решению, однако архиепископ варшавский начал отстранять от служения ксендзов, участвовавших в движении. Тогда притесняемые священники в 1906 году восстановили конгрегацию и обратились с жалобой в Рим. В итоге последовало их отлучение от РКЦ. Тогда мариавиты обратились в министерство внутренних дел Российской империи с ходатайством о легализации, и с 26 ноября 1906 года их союз стал существовать на основании Высочайше утверждённых правил.
В августе 1909 года на съезде старокатоликов в Вене мариавиты присоединились к этому движению, а 5 октября 1909 года Ян Ковальский был хиротонисан в епископы «Католической церкви мариавитов в Царстве Польском». В 1910 году в Ловиче в епископы были рукоположены́ Роман Прухневский и Леон Голомбиевский. В Лодзи была создана типография, где был налажен выпуск двух журналов. При поддержке российских властей движение быстро распространилось среди католиков России. К конце 1911 года мариавиты имели 96 приходов, объединявших около 200 000 верующих. Большая часть их была в Варшаве и Лодзи, однако адепты данного учения появились даже в Киеве, Одессе и в Волжском регионе.
В начале XX века мариавиты приобрели два участка в Плоцке, где в 1911—1914 годах был возведён храм Милосердия и Милости, до настоящего времени являющийся центром данного движения. После Первой мировой войны количество мариавитов даже увеличилось, однако в 1921 году Феликса умерла.

### Период управления Церковью Яном Ковальским
После кончины основательницы движение возглавил её ближайший сподвижник Ян Ковальский. Большой почитатель «Матушки», он лично много сделал для популяризации её взглядов, в том числе издал в 1922 году книгу «Произведение Великого Милосердия» (пол. Dzieło Wielkiego Miłosierdzia) — собрание наиболее значимых откровений Феликсы Ковальской, наиболее значимый после Библии для мариавитов текст.
Однако дальнейшие реформы Ковальского были достаточно спорными для его сторонников. В 1922 году он отменил обязательный целибат священства и сам вступил в «мистический брак» с генеральной настоятельницей ордена мариавиток (преемницей на этом посту Феликсы) Антониной Вилюцкой, в 1929 году утвердил женское священство, в 1930 году провёл несколько реформ, сблизивших мариавитов с традиционными протестантами, как то: ликвидация церковных титулов, всеобщее священство верующих, ликвидация постов, упрощение литургических обрядов и т. д.
Помимо этого, в 1924 году Ковальский внёс в учение мариавитов и догматические изменения — он начал учить, что Бог-Отец воплотился в Деву Марию, а Дух Святой — в Феликсу Козловскую, которая также считалась женой Иисуса. Себя же епископ считал воплощением архангела Михаила. Помимо этого он объявил о переносе апостольской столицы из Рима в Плоцк. Всё это привело к разрыву мариавитов со старокатоликами в том же году.
Уже в 1930 году внутри движения оформилась оппозиция реформам Ковальского. В октябре 1934 года епископы и священники потребовали от своего предстоятеля отказаться от наиболее одиозных изменений в уставе и догматики Церкви, но он не стал этого делать. В итоге в январе 1935 года Генеральный синод Церкви сместил Ковальского с занимаемой должности. Архиепископ и часть его сторонников отказались признавать это решение и создали другую структуру, которая получила впоследствии название Католическая Мариавитская Церковь. В этот период около 30 % членов движения вернулись в РКЦ.

### Современное состояние
После ухода Ковальского клир мариавитов ликвидировал все нововведения бывшего предстоятеля, которые противоречили старокатолицизму. После Второй мировой войны была заключена уния мариавитов с Польской Национальной Церковью и Польской Старокатолической Церковью, которая, однако, долго не просуществовала. В 1972 году мариавиты вновь были приняты в Утрехтскую унию.
В целом наблюдается постепенное сокращение членов движения. Одним из показателей кризиса является преклонный возраст большей части клириков Церкви. В свою очередь после Второго Ватиканского собора Рим активизировал деятельность по примирению с мариавитами. В 1972 иезуит Станислав Бажко, секретарь комиссии польских епископов по экуменизму, заявил, что откровения Феликсы Козловской не содержат ничего противоречащего учению РКЦ. Имеют место контакты католиков с мариавитами на разных уровнях, в том числе в 1983 году папа Иоанн Павел II встретился с главой Старокатолической Мариавитской Церкви Станиславом Ковальским.

## Вероучение и обряды
Первоначально мариавиты исповедовали все догматы католицизма, но отрицали главенство папы римского. Основная церковная служба была ориентирована на тридентскую мессу, но проводилась на польском языке. Причащение верующих могло быть как под одним, так и под двумя видами. Все требы совершались безвозмездно. Духовенство должно было соблюдать целибат, не употреблять мясо, табак и алкоголь.

## Структура

### Структура Старокатолической церкви Мариавитов
Первоначально мариавиты управлялись учреждённым 10 октября 1907 года генеральным синодом, находившимся в Варшаве. Низовой структурной единицей являлся приход (Parafia). Несколько приходов объединялись в кустодии (Kustodia), а кустодии — в провинции. Во главе кустодий стояли кустоши (Kustosz), провинций стояли провинциальные министры, при которых действовали провинциальные капитулы, а во главе всей церковной структуры — генеральный министр, при котором действовал генеральный капитул. 
Позднее в Старокатолической церкви Мариавитов было введено чисто епископальное устройство - в настоящий момент Старокатолическая церковь мариавитов возглавляется верховным епископом (Biskupi naczelni) при котором действует генеральный капитул (kapituła generalna) и периодически собирается синод, делится на диоцезы (Diecezja) во главе с епископами, диоцезы делятся на приходы, во главе с пробстами (proboszcz), при котором действует приходской совет (rada parafialna) и периодически собирается приходское собрание (zebranie parafialne).

### Структура Католической церкви Мариавитов
Высший орган Католической церкви Мариавитов - Генеральный капитул (kapitułę generalną), между генеральными капитулами - Высший совет (Rada Przełożonych), состоящий из архиепископа, предводительницы Собрания капеланок (przełożonej Zgromadzenia Kapłanek) и секретаря. Делится на кустодии во главе с епископами, кустодии делятся на приходы во главе с пробстами.